# Franco Nucciarone
Francesco Saverio Nucciarone, detto Franco (Campobasso, 1º marzo 1935), è un politico italiano.

## Biografia
Nato a Campobasso nel 1935, ha conseguito la laurea in giurisprudenza e ha esercitato la professione di avvocato in ambito civile e amministrativo presso il proprio studio legale in corso Vittorio Emanuele. Dal 1970 al 1972 è stato consigliere dell'Ordine degli avvocati e dei procuratori legali di Campobasso.
Ha militato politicamente nelle file della Democrazia Cristiana, partito con il quale è stato eletto più volte in consiglio comunale a Campobasso. Dal 1970 al 1974 è stato sindaco della città.
Dal 1976 al 1982 ha ricoperto l'incarico di vice-pretore reggente della pretura di Riccia, mentre dal febbraio 1974 all'ottobre 1986 è stato presidente del Consorzio per il nucleo di industrializzazione di Campobasso-Bojano.
È stato anche presidente del Campobasso Calcio dal 1972 al 1978, portando la società a disputare la serie C.